# Principálovský dům (Plzeň)
Principálovský dům čp. 130 v Plzni je empírovým klasicistním domem na rohu náměstí Republiky (č. or. 16) a Františkánské ulice (č. or. 2). Jedná se o nárožní jednopatrový dům uzavřené trojkřídlé dispozice s obdélným vnitřním dvorem. V domě dnes sídlí Magistrát města Plzně. Dům je chráněn jako kulturní památka.